# Stenavatjärnen, Lappland
Stenavatjärnen är en sjö i Lycksele kommun i Lappland och ingår i Umeälvens huvudavrinningsområde.